# Zespół Dravet
Zespół Dravet (znana też jako SMEI – ang. severe myoclonic epilepsy of infancy, Dravet’s syndrome) – ciężka miokloniczna padaczka ujawniająca się u niemowląt.

## Historia
Nazwa zespołu pochodzi od nazwiska francuskiej psychiatry i neurolog Charlotte Dravet (1936–2025), która jako pierwsza w 1978 opublikowała pracę naukową na temat choroby, wyodrębniając ją od innych typów padaczki.

## Objawy
Zespół występuje u wcześniej prawidłowo rozwijających się dzieci, u chłopców występuje około dwa razy częściej niż u dziewczynek. Manifestacja napadów padaczkowych następuje między 3 a 9 miesiącem po urodzeniu. Napady kloniczne lub toniczno-kloniczne są uogólnione lub zlateralizowane (asymetryczne). Następnie pojawiają się napady miokloniczne, nietypowe nieświadomości oraz częściowe, wszystkie są lekooporne. Napady zazwyczaj związane są z drgawkami wywołanymi podwyższoną temperaturą, zakażeniem, infekcją, ekspozycją na ciepło, temperaturą kąpieli powyżej 35 °C, nadwrażliwością na światło, brakiem snu. Napady mogą mieć charakter grand mal i drgawek ogniskowych przechodzących z jednej strony ciała na drugą, często z ponapadowymi zaburzeniami ruchu. Wyniki badań EEG przed ukończeniem 2 roku życia mogą być prawidłowe, zapis EEG zmienia się wraz z rozwojem choroby, zmiany mogą być zarówno uogólnione, jak i zlokalizowane, nie opisano jednak typowego dla tego zespołu wzorca. Około 10% pacjentów wykazuje fotowrażliwość. Kolejne pojawiające się polimorficzne napady nie są związane z podwyższoną temperaturą, często towarzyszy im mioklonia i wtórna niepełnosprawność intelektualna głównie dotycząca rozwoju mowy oraz ataksja. W drugim roku życia stwierdza się opóźnienie rozwoju psychoruchowego dziecka. Rokowanie jest złe. Napady utrzymują się, występują także zmiany w badaniu neurologicznym (uogólniona niezgrabność, drżenie, niekiedy ataksja i objawy piramidowe) oraz upośledzenie umysłowe. Zespół ma przebieg progresywny, zarówno co do częstości napadów, jak i objawów neurologicznych, prowadząc do zgonu w ok. 8–15% przypadków. Rozwój dziecka wygląda zazwyczaj normalnie do początku choroby. Następnie, w większości przypadków, rozwój psychomotoryczny spada, zwłaszcza w zakresie rozwoju mowy. Rokowanie w zakresie rozwoju poznawczego i częstotliwości napadów są niemożliwe do ustalenia. W większości przypadków przebieg choroby jest niekorzystny z umiarkowanym lub znacznym upośledzeniem umysłowym.

## Przyczyna
U dzieci z zespołem Dravet w 85% przypadków wykryto mutacje w kodującym kanał sodowy genie SCN1A. Najczęściej były to mutacje de novo.

## Leczenie
Podstawowe leki stosowane przy długotrwałym leczeniu objawowym to łącznie walproiniany i klobazam, w skojarzeniu z działającym synergistycznie stiripentolem. Pozostałe stosowane ewentualnie leki to klonazepam, topiramat i lewetyracetam.
Poprawę stanu klinicznego może także spowodować restrykcyjna dieta ketogenna (nisko węglowodanowa), którą traktuje się jako istotny element terapii.
W listopadzie 2013 r. amerykańska Agencja Żywności i Leków nadała kannabidiolowi, występującemu pod nazwą Epidiolex®, status desygnowanego leku sierocego (tj. rozważanego leku sierocego w trakcie badań). Istnieją ponadto doniesienia o stosowaniu
tetrahydrokannabinolu (THC).